# Гримоальд Младший
Гримоа́льд Мла́дший (Гримоальд II; ок. 680 — апрель 714, Льеж) — майордом Нейстрии (696—701/702) из рода Пипинидов.

## Биография

### Правление
Гримоальд Младший — младший сын майордома Пипина Геристальского от брака с Плектрудой.
В 696 или 701/702 годах Пипин Геристальский, отец Гримоальда, доверил сыну управление Нейстрией в качестве майордома. В этой должности он стал преемником Нордеберта. После смерти в 708 году старшего брата Дрого Гримоальд стал наследником Пипина. Однако в 714 году он был убит под Льежем, когда ехал к своему больному отцу.

### Семья
- Жена: Теодезинда, дочь короля Фризии Радбода.
  - Детей от брака не было.
- Также Гримоальд имел сына от неизвестной по имени любовницы.
  - Теодоальд (708—717), майордом франков с 714 года.